# Hinohara
Hinohara (檜原村 ou 桧原村, Hinohara-mura) est un village du district de Nishitama à Tokyo, au Japon. Elle est la seule unité administrative de la région non-insulaire de Tokyo à toujours être classé comme étant un village. Commune la moins peuplée, et la moins dense, de cette préfecture, elle comptait au 1er février 2010 2 640 habitants.